# Tetrix torulosinota
Tetrix torulosinota är en insektsart som beskrevs av Zheng, Z. 1998. Tetrix torulosinota ingår i släktet Tetrix och familjen torngräshoppor. Inga underarter finns listade i Catalogue of Life.